# Mario Amizic
Mario Amižić (* 31. Oktober 1954 in Zadar, Jugoslawien) ist ein ehemaliger jugoslawischer Tischtennisspieler und heutiger kroatischer Tischtennistrainer.

## Werdegang
Während seiner Jugendzeit gehörte Amižić zur jugoslawischen Nationalmannschaft. Drei Jahre lang spielte er mit Novi Sad in der ersten Liga des Landes.
Seit 1977 arbeitet er als Trainer, vorzugsweise mit sehr jungen Talenten. Als Vorbild diente ihm sein Vater Tomislav Amižić, der Jugendliche trainierte. Zu Mario Amižićs ersten Schülern gehörte Zoran Primorac, der später Weltklasseniveau erreichte.
1986 wurde Amižić von Borussia Düsseldorf als Trainer verpflichtet, wo er bis 1999 blieb. Diesen Verein führte er zu zahlreichen Erfolgen: siebenfacher deutscher Meister, sechsfacher Gewinner des Europapokals der Landesmeister, zweifacher Sieger im ETTU Cup. Eng verbunden mit Amizics Wirken in Düsseldorf ist der Werdegang von Jörg Roßkopf, der sich kurz nach dessen Amtsantritt Düsseldorf anschloss und ein Jahr nach Amižićs Weggang Düsseldorf verließ. Roßkopf – und auch andere Spieler, etwa Fetzner – profitierte von der Arbeit mit Amižić: Mario ist der Trainer, der mich zu dem gemacht hat, was ich bin.
1995 zeichnete der Verband Deutscher Tischtennistrainer (VDTT) Mario Amižić als "Trainer des Jahres" aus.

## Zeit nach Düsseldorf
Seit 1995 leitet Amižić in Zusammenarbeit mit der Firma Butterfly und dem Verein Borussia Düsseldorf das Tischtennis-Zentrum in Düsseldorf. Insbesondere für den japanischen Tischtennis-Verband bildet er junge japanische Spieler aus. Im Sommer nahm er ein Angebot des russischen Tischtennisverbandes an, dort zusammen mit seinem Bruder Leo als Trainer zu arbeiten.

## Privat
Mario Amižić hat zwei Söhne. Sein Bruder Leo Amižić ist auch Tischtennistrainer. Er arbeitete zunächst in Österreich, danach Mitte der 1990er Jahre beim deutschen Bundesligisten TTF Liebherr Ochsenhausen.